# Pulo Anna
Pulo Anna (Puro) – wyspa położona na zachodnim Oceanie Spokojnym, należąca do państwa Palau, stan Sonsorol.
Powierzchnia wyspy wynosi 0,50 km². Długość wyspy z północy na południe to około 800 metrów, szerokość – około 550 metrów. Według spisu z 2000 roku, wyspę zamieszkiwało 10 osób. Jedyną miejscowością na wyspie jest Puro, położona na północnym wschodzie wyspy.

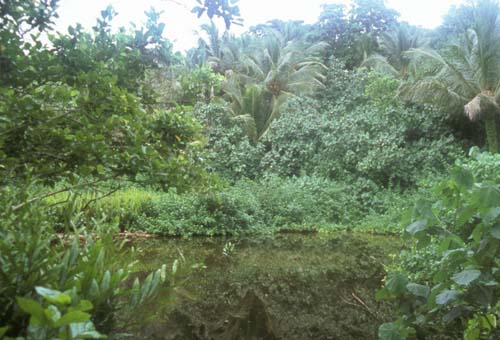
Roślinność na wyspie Pulo Anna

Wyspa jest wyspą koralową, pokrytą drzewami. Wyspa otoczona jest plażą, od otwartego oceanu Pulo Anna chroniona jest przez rafę koralową. W pobliżu wyspy przepływa Równikowy Prąd Wsteczny.
Razem z wyspami Sonsorol i Fanna, oddalonymi o ok. 50 kilometrów w kierunku północno-wschodnim oraz z wyspą Merir, oddaloną o ok. 50 kilometrów w kierunku południowo-wschodnim, tworzą stan Palau – Sonsorol.